# اولکساندر سواتوک
اولکساندر سواتوک (اوکراینی: Олександр Сергійович Сваток؛ زادهٔ ۲۷ سپتامبر ۱۹۹۴) بازیکن فوتبال اهل اوکراین است.
از باشگاه‌هایی که در آن بازی کرده‌است می‌توان به باشگاه فوتبال هایدوک اسپلیت و باشگاه فوتبال دنیپرو اشاره کرد.
وی همچنین در تیم‌های ملی فوتبال Ukraine national under-18 football team, Ukraine national under-19 football team، و زیر ۲۱ سال اوکراین بازی کرده‌است.